# Xanthi BC
Lo Xanthi BC è una società cestistica avente sede a Xanthi, in Grecia. Fondata nel 2003, gioca nel campionato greco.
Disputa le partite interne nella Xanthi Arena, che ha una capacità di 5.000 spettatori.